# Храм Всех Сербских Святителей (Миссиссога)
Храм Всех Сербских Святителей (серб. Храм Сабора српских светитеља) — храм Канадской епархии Сербской православной церкви, расположенный в городе Миссиссога.

## История
Строительство храма началось в 1983 году с покупки здания и имущества. Главным проектировщиком храма был белградский архитектор Предраг Педжа Ристич. В июле 1991 года дверь церкви была осквернена проусташскими граффити. Краеугольный камень был освящен и установлен Патриархом Сербским Павлом во время его визита в Канаду 14 июня 1994 года. Фундамент новой церкви был освящён епископом Канадским Георгием (Джокичем) 26 ноября 1995 года.
В начале распада СФР Югославии строительство храма было остановлено, и возобновлено только в 1999 году. Строительство было завершено 22 апреля 2002 года. Церковь построена в традиционном для православных церквей византийском стиле. В нем есть три ложи для хоров и иконостас ручной работы. Основание храма представляет собой квадратный крест с единственным куполом над центральной частью церкви. Фрески были выполнены тремя художниками-фресками из Белграда под руководством иконописца и фрескового художника Драгомира Драгана Марунича.
Храм был освящён 15 июня 2002 года в присутствии епископа Канадского Георгия, митрополита Загребско-Люблянского Иоанна (Павловича), митрополита Черногорско-Прибрежного Амфилохия (Радовича), епископа Новограчанского Лонгина (Крчо), епископа Британо-Скандинавского Досифея (Мотики), епископа Среднеевропейского Константина (Джокича), епископа Браничевского Игнатия (Мидича), епископа Заумско-Герцеговинского Григорий, митрополита Сотирия (Афанасуласа) (Константинопольская православная церковь) и украинского епископа Серафима, князя Александра и княгиня Катарины Карагеоргиевич.
В день десятой годовщины постройки храма 22 апреля 2012 года на архиерейской литургии, которую возглавил Патриарх Сербский Ириней в сопровождении епископа Канадского Георгия, епископа Британо-Скандинавского Досифея и трех других архиереев других Православной епархии Канады были освящены фрески в храме.
18 сентября 2016 года в этом храме был возведён на престол епископ Канадский Митрофан (Кодич).
31 июля 2022 года на храмовой территории был установлен и освящён памятник, посвященный поколениям сербов, которые более ста лет сохраняли сербское наследие и традиции в Канаде. Памятник является работой автора и донора проекта Лиляны Оташевич.